# Biblioteca Județeană „Costache Sturdza” din Bacău
Biblioteca Județeană „Costache Sturdza” se află în municipiul Bacău. A fost înființată în anul 1893, vechiul său sediu fiind într-o clădire de patrimoniu din strada Ioniță Sandu Sturdza nr. 1. În vara anului 2005, biblioteca a fost transferată cu întregul fond de carte la parterul clădirii Muzeului de Științele Naturii „Ion Borcea”, din Parcul Cancicov.

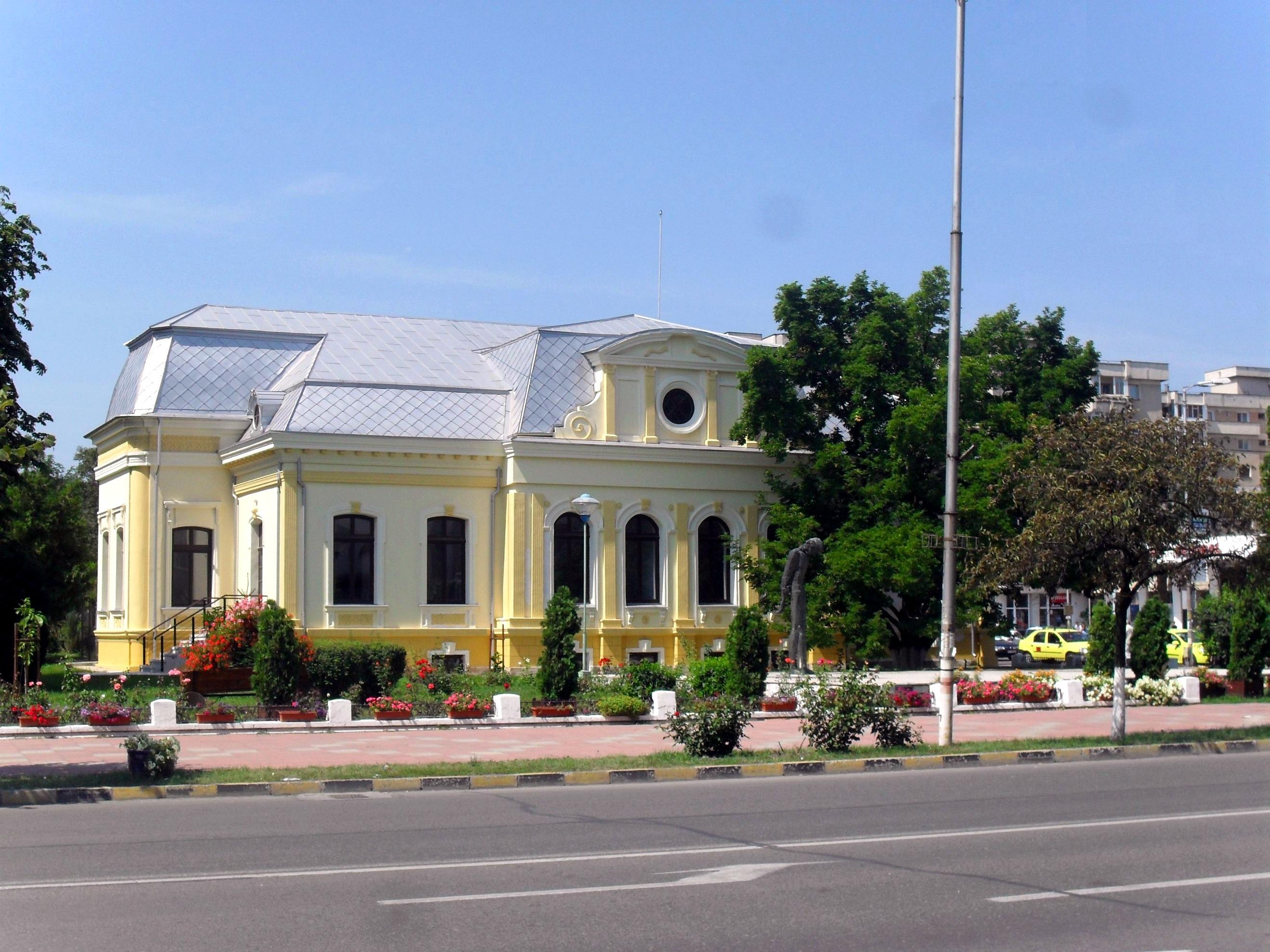
Fosta clădire a bibliotecii Costache Sturdza

Numele bibliotecii amintește de primarul Gheorghe Sturdza, fiul beizadelei Costache Sturdza și nepot al domnitorului Ioniță Sandu Sturdza care, prin intermediul societății "Cultura", a dăruit 948 de volume. Acestea, alături de cele donate de alte persoane, au format un fond de carte inițial de aproape 2000 de volume. Biblioteca, inaugurată în 27 iunie 1893, a funcționat la început în localul Primăriei, construit în 1850.
Împreună cu tatăl său Theodor Cancicov și frații săi Vasile și Alexandru, Elena Cancicov s-a aflat în anul 1893 printre primii ctitori ai bibliotecii.